# Rendville (Ohio)
Pour les articles homonymes, voir Rendville.
Rendville est un village américain situé dans le comté de Perry, dans l'Ohio. Selon le recensement de 2010, sa population est de 36 habitants.